# دينردة
دِيْنَرْدَة (اسم علمي Dinarda)، جنس حشرات خنفسية من فصيلة الخنافس الرواغة. تعيش في قرى النمل تفترس الهوام وجثث النمل.

## الأنواع
- Dinarda dentata

- Dinarda hagensii

- Dinarda maerkelii
- Dinarda pygmaea[2]